# 癸烷
正癸烷是化学式为CH3(CH2)8CH3的烷烃，总共有136种异构体，若不计立体异构则为75个，全都是可燃液体。癸烷是汽油的组分之一。与其他烷烃类似，癸烷是非极性分子，不易溶于水之类的极性溶剂中。

## 反应
癸烷具有烷烃的通性，可发生燃烧反应，氧气充足时生成二氧化碳和水。
2C10H22 + 31O2 → 20CO2 + 22H2O
氧气不充足时则会生成一氧化碳：
2C10H22 + 21O2 → 20CO + 22H2O